# Neotoma insularis
Neotoma insularis är en gnagare i släktet egentliga skogsråttor som förekommer på en mexikansk ö i Californiaviken. Populationen infogades en längre tid som synonym i ökenskogsråttan (Neotoma lepida). Hos Neotoma insularis har hannens penis en avvikande form och därför listas taxonet sedan 2014 som art.

## Utseende
Vuxna exemplar är 17,4 till 17,8 cm långa (huvud och bål) och har en 11,3 till 16,2 cm lång svans. Bakfötternas längd är 3,0 till 3,7 cm och öronen är 2,7 till 3,8 cm stora. Viktuppgifter saknas. Ovansidans päls har en ljus gråbrun färg, ibland med rosa nyanser. På undersidan är pälsen ljusare och endast gråaktig. Andra avvikelser från ökenskogsråttan är en kraftigare tanduppsättning samt en trubbigare nos.

## Utbredning och ekologi
Arten förekommer endemisk på Isla Ángel de la Guarda i Californiaviken. Ön är mycket torr med en årsnederbörd av cirka 100 mm. Den glest fördelade växtligheten utgörs främst av kaktusar av cylinderopuntiasläktet, andra kaktusväxter, arter av jerusalemtörnesläktet och av träd från släktet Bursera.
Enligt uppskattningar är Neotoma insularis nattaktiv. Det antas att den (i alla fall delvis) har kaktusväxter som föda.

## Bevarandestatus
Enligt IUCN är inga hot mot beståndet kända men studier under 2010-talet hittade inga exemplar och därför befaras att Neotoma insularis är utdöd. IUCN valde däremot i sin rödlista från 2017 att förteckna arten med kunskapsbrist (DD).